# Agrias ozora
Agrias ozora är en fjärilsart som beskrevs av Hans Fruhstorfer 1916. Agrias ozora ingår i släktet Agrias och familjen praktfjärilar. Inga underarter finns listade i Catalogue of Life.